# Kerekesszékes rögbi

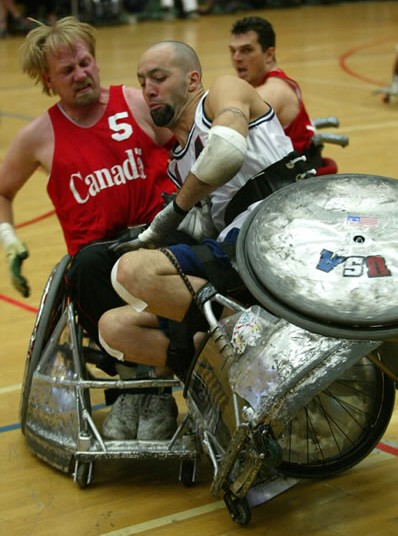
Kerekesszékes rögbi

A kerekesszékes rögbit 1977-ben Kanadában találták ki. Olyan férfiak és nők űzhetik, akik gerincsérülésük vagy egyéb okok (gyermekbénulás, szélütés, különböző izomsorvadás, dysmelia, amputálások vagy egyéb fajta neurológiai problémák) miatt legalább három végtagjukban, nem neurológiai rokkantságnál pedig négy végtagban rendelkeznek korlátozott funkciókkal.

## Története
A sport kialakításánál a cél egy, még a kerekesszékes kosárlabdánál is mozgalmasabb, gyorsabb játék kialakítása volt. A kerekesszékes rögbiben felfedezhetőek a jégkorong, a kosárlabda és az amerikai futball elemei, de hangulatában a rögbire hasonlít. A sportág eredeti neve „gyilkos labda” volt (vö. a filmcímmel: Gyilkos labda – A kerekesszék harcosai).
1979-ben volt az első Kanadán kívüli bemutatkozás, és ebben az évben rendezték az elő Kanadai Nemzeti Bajnokságot, már kerekesszékes rögbi (quad rugby) néven.
1990-ben szerepelt a sportág a kerekesszékes világjátékokon, majd 1993-ban megalakították a Nemzetközi Kerekesszékes-rögbiszövetséget.
1994-ben a sportot hivatalos paralimpia sportként elismerte a Nemzetközi Paralimpiai Bizottság. 1995-ben megtartották az első világbajnokságot, egy évvel később Atlantában bemutató, Sydney-ben pedig már hivatalos sportként szerepelt.

## Magyarország
A csapat megszervezésének ötlete 2008 elején merült fel először. 2008. áprilisban az első MERI sportnapon részt vettünk mint alakuló sportág, 2008 nyarára Mészáros Edit és ismeretsége segített a tagokat összetoborozni. Sok érdeklődő és csodálkozó emberrel sikerül felvenni a kapcsolatot. 2008 őszére összeállt a csapat, 2008. november 8-án megtartottuk az első edzésünket az Országos Orvosi Rehabilitációs Intézet központi tornatermében, kissé esetlenül, még a saját székeinkben, viszont annál lelkesebben. 2009 elejétől minden szombat délelőtt tartjuk az edzéseinket. 2012. májusban megalakult a Magyar kerekesszékes rögbi válogatott, júniusában megrendezésre került az első nemzetközi kerekesszékes rögbi torna Esztergomban, jelenleg 12 játékos űzi Magyarországon a kerekesszékes rögbit, a válogatott 7 főből áll.
- Szövetségi kapitány: Koller Sándor
- Válogatott edző: Oszlánczi Kristóf
- Játékosok: Csiszár Attila (3,5 pont), Farkas László (3,0 pont), Hegyes Ferenc (2,0 pont), Jakoby Judit (1,5 pont (1,0)), Koller Sándor (1,5 pont), Oszlánczi Kristóf (1,0 pont), Porubsky Ádám (0,5 pont), Tilai Gergely (2,0 pont)

## Alapvető szabályok
Kosárlabdapályán, röplabdával játsszák férfiak és nők vegyesen. Egy csapatot max 12 játékos alkot, lehet kevesebb is, a pályán egyszerre 4-4 játékos küzd. A játékosokat a képességeik (izomerő, mozgás) alapján 0,5-3,5 pont között kategorizálják, 0,5 pont eltérésekkel. A pályán egyszerre a 4 játékos összesen 8 sérülési ponttal lehet. 0,5-1,5 pont között védő, 2,0-3,5 pont között támadó játékosnak számítanak, a női játékosok 0,5 pont kedvezményt kapnak a pályán, igy ha egy nő is fent van a pályán (játszik) akkor a csapat összpontszáma 8,5 lehet.
Minden versenyző a saját egyedileg rászabott sport rögbi székével versenyez és ennek segítségével viszi a labdát a kulcsterületen keresztül az alapvonalon át. A labdát lehet vinni ölben, kézben, lehet passzolni, de rúgni nem. A labdát 10 másodpercen belül legalább egyszer le kell pattintani vagy le kell passzolni, 40 másodperc a támadóidő, 12 másodperc alatt át kell vinni az ellenfél területére a labdát. A mérkőzés 4 darab 8 perces negyedből áll, a mérkőzésből eltelt időt futóórával mérik, de mindig megállítják, ha a labda játéktéren kívülre kerül. Az első és a harmadik negyed után egy perc szünetet, a félidőben öt perc szünetet tartanak. A teljes mérkőzés alatt 4 játékosidő (30 másodperc) és 2 edzői időt (60 másodperc) lehet kérni, a játékos időt csak akkor lehet kérni a pályán lévő játékosoknak, ha a csapat birtokolja a labdát, edzői időt csak az edző a bírói asztalnál jelezve kérheti ki. Egy átlagos mérkőzés 1 óra 30 perc alatt zajlik le. Amennyiben a negyedik negyed végén döntetlen az állás, 2 perces hosszabbítás következik.
Abban az esetben, ha játék közben a játékvezetők észrevesznek egy sérült vagy kocsijával felborult játékost, esetleg valamelyik kocsi meghibásodik, a játékvezetők időt kérhetnek, ha nem tudnak előnyszabályt alkalmazni, az időkérés ideje alatt (60 másodperc) a hibát el kell tudni hárítani, ha ez nem sikerül le kell cserélni a játékost.

## Gyakori szabálytalanságok

### Megszegések
Megszegéseket a labdát birtokló csapat követhet el. E szabálytalanságok után a játékvezető megállítja a játékot és a vétlen csapatnak átadja a labdát.
- Physical Advantage: A labdát birtokló játékos – sem a teste valamelyik részével, sem a kerekesszék bármely részével, kivéve a kerekeket és a csúcsellenzéket – nem érintheti meg a padlót.
- No Dribble: A labdát birtokló játékosnak tíz másodpercenként le kell pattintania vagy el kell passzolni a játékszert.
- Ten Seconds in the Key: Az a játékos, akinek a csapatánál van a labda, nem tartózkodhat az ellenfél kulcsterületén 10 másodpercnél tovább egyhuzamban.
- twelf Second: A csapatoknak 12 másodpercük van arra, hogy saját térfelükről az ellenfél térfelére juttassák a labdát.
- Back Court: A csapatoknak nincs lehetőségük a saját térfelükre visszajátszani a labdát, ha már a játékszer átkerült az ellenfél térfelére.

### Szabálytalanságok
Szabálytalanságokat bármelyik csapat elkövethet. Négyféle szabálytalanság létezik: egyszerű szabálytalanságok, technikai hibák, kirívó szabálytalanságok és kizáró szabálytalanságok.
Ha a játékvezetők a játék folyamán egy egyszerű szabálytalanságot észlelnek és megítélik, akkor a vétkes játékosnak egy percet kell töltenie a büntetőzónában. A büntetésnek véget ér, ha a csapata az ellenféltől pontot kap vagy lejár az 1 perc, ha a játékvezetők büntetőpontot ítél a játékos nem jöhet vissza az egy perc letelte előtt.
- Charging: Ha az egyik játékos olyan nagy sebességgel ütközik a másik játékos székének hátulról, hogy az felborul, megpördül, kifordul, vagy az ütközés veszélyes.
- Contact Before the Whistle: szabálytalanság történik, amikor egy játékos megfogja az ellenfelének kerekesszékét vagy testét, hogy megakadályozza őt a szabad mozgásban.
- Four in the Key: Amennyiben a védekező csapat négy játékos van a kulcsterületen. Az a játékos kapja a büntetést, aki utoljára ment be a kulcsterületre.
- Leaving the Court: A labdát nem birtokló játékos elhagyja a pályát, azzal a szándékkal, hogy ezzel előnyt szerezzen.
- Pushing: Amikor egy játékos erővel tolja ellenfelét szabálytalan pozícióba, úgy, hogy a szék hajtókarikáján, többször fogást vált
- Illegal Use of Hands: Egy játékos birkózik a labdáért, vagy megüti egy másik játékos bármilyen részét.
- Spinning: Amikor egy játékos úgy ütközői le ellenfelének kerekesszékét, hogy az elkezdjen pörögni, és eközben a játékos veszélybe kerül.

A technikai hibát ítélnek a játékvezetők, amikor egy játékos vagy az edző tisztességtelenül, sportszerűtlenül cselekszik, vagy megsérti a hivatalos személyeket.
- Flagrant Foul történik, amikor egy játékos a biztonságot veszélyeztető módon követ el egy sima szabálytalanságot. A játékvezető ítélhetnek büntetőpontot, de a játékosnak le kell töltenie az egyperces büntetését is.
- Disqualifying Foul: Bármilyen szabálytalanság, ami nyilvánvalóan sportszerűtlen vagy veszélyes. Verekedések, sértegetések, elesett játékosok támadása. A kizárt játékosnak el kell hagyni a játékteret. Az edzőnek ki kell jelölni egy másik játékost, aki letölti helyette az egyperces büntetést, majd folytatja a játékot.

## Külső hivatkozások
- Wildboars magyar csapat
- Magyar Paralimpiai Bizottság
- International Wheelchair Rugby Federation
- International Wheelchair & Amputee Sports Federation
- International Paralympic Committee